# Temporada de furacões no oceano Atlântico de 2006
A temporada de furacões no Atlântico de 2006 ou estação de furacões no Atlântico de 2006 ou ainda época de furacões no Atlântico de 2006 foi um evento anual do ciclo de formação de ciclones tropicais. A temporada foi incomum pelo fato de nenhum furacão ter atingido os Estados Unidos, a primeira vez desde a temporada de 2001. A temporada começou em 1 de junho de 2006 e terminou em 30 de novembro de 2006. Estas datas delimitam convencionalmente o período de cada ano quando a maioria dos ciclones tropical forma-se na bacia do Atlântico.
Um sistema, a tempestade tropical Zeta, da temporada de 2005, continuou ativo no começo de janeiro. Na história, até então, isto tinha ocorrido apenas uma vez. A tempestade tropical Alberto foi responsável por duas mortes indiretas quando o sistema atingiu a Flórida. O furacão Ernesto causou chuvas torrenciais no Haiti e matou 7 pessoas no país e também nos Estados Unidos diretamente. Quatro furacões formaram-se após Ernesto, incluindo os mais fortes da temporada, os furacões Gordon e Helene. Entretanto, nenhum ciclone tropical formou-se em outubro. Esta foi a primeira vez desde a temporada de 1994.
Seguindo a atividade intensa da temporada de 2005, os meteorologistas previram que a temporada de 2006 deveria ser muito ativa, embora não tanto quanto a da temporada de 2005. Entretanto, a formação rápida do El Niño, combinada com a grande presença de Calima, massas de ar do Saara carregados de poeira fina, sobre o Oceano Atlântico e também pela presença de uma área de alta pressão secundária, a chamada Anticiclone dos Açores que estava localizada sobre as Bermudas. Estes fatores contribuíram para a baixa atividade tropical e para que a temporada se encerrasse praticamente dois meses antes da data oficial.

## Previsões para a temporada
Previsões para a atividade de furacões são emitidas antes de cada temporada de furacões pelos grandes especialistas Philip J. Klotzbach, pelo Dr. William M. Gray e seus associados na Universidade do Estado do Colorado (UEC). Suas previsões são separadas àquelas feitas pela National Oceanic and Atmospheric Administration (NOAA).
A equipe de Klotzbach (liderada formalmente pelo Dr. Gray) definiu a média de números de tempestades formadas por temporada (definida entre 1950 e 2000) em 9,6 tempestades tropicais, 5,9 furacões e 2,3 grandes furacões (sistemas que igualam ou ultrapassam a intensidade de um furacão de categoria 3 na escala de furacões de Saffir-Simpson). Uma temporada normal, como definida pela NOAA, tem em média 9 a 12 tempestades tropicais, 5 a 7 furacões e 1 a 3 grandes furacões.

### Previsões feitas antes da temporada
Em 5 de Dezembro de 2005, a equipe de Klotzbach emitiu a sua primeira previsão para toda a temporada de 2006, prevendo uma temporada acima da média (17 tempestades tropicais, 9 furacões e 5 grandes furacões).
Semelhante à temporada de 2005, a equipe previu uma alta possibilidade de pelo menos um grande furacão atingir diretamente os Estados Unidos: a previsão indicava 81% de chance de pelo menos um grande furacão atingir os Estados Unidos continental, que incluía 64% de chance de pelo menos um grande furacão atingir a Costa Leste dos Estados Unidos, incluindo a Península da Flórida, e 47% de chance de pelo menos um grande furacão atingir a Costa do Golfo dos Estados Unidos. Além do mais, a possibilidade para atividade de grandes furacões no Caribe estava acima da média. Alguns meses depois, em 4 de Abril de 2006, A Universidade do Estado do Colorado emitiu outra previsão reafirmando a previsão feita em Dezembro.
Em 22 de Maio de 2006, a National Oceanic and Atmospheric Administration (NOAA) liberou a sua primeira previsão para a temporada de 2006. Eles previram 13 a 16 tempestades nomeadas, 8 a 10 furacões e 4 a 6 grandes furacões.
Em 31 de Maio de 2006, a equipe de Klotzbach emitiu sua última previsão para a temporada antes que ela começasse, novamente confirmando seus números.

### Previsões feitas durante a temporada
Em 3 de Agosto de 2006, a equipe de klotzbach abaixaram a sua estimativa para 15 tempestades nomeadas, 7 furacões e 3 grandes furacões. Eles observaram que as condições atmosféricas estavam menos favoráveis para a formação de ciclones tropicais do que eles tinham previsto anteriormente. A pressão atmosférica ao nível do mar e a atividade de ventos estavam acima do normal. Ao mesmo tempo, a temperatura da superfície do mar começava a diminuir.
Em 8 de Agosto de 2006, a NOAA também abaixaram a sua estimativa para 12 a 15 tempestades nomeadas, 7 a 9 furacões e 3 a 4 grandes furacões. Eles atribuíram a sua redução na estimativa devido às condições ambientais menos favoráveis, uma diminuição na intensidade da La Niña e a ausência de uma "área de alta pressão" sobre o leste dos Estados Unidos e sobre o noroeste no Oceano Atlântico.
Em 1 de Setembro, a equipe de Klotzbach abaixaram sua estimativa novamente para 13 tempestades nomeadas, 5 furacões e 2 grandes furacões, citando a grande quantidade de calima e a intensificação do El Niño no Oceano Pacífico. Eles novamente abaixaram sua estimativa em 3 de Outubro para 11 tempestades nomeadas, 6 furacões e 2 grandes furacões, citando o El Niño que já estava em andamento.

## Sistemas

### Tempestade tropical Zeta (2005)
A tempestade tropical Zeta formou-se em 30 de dezembro de 2005 e dissipou-se em 6 de Janeiro de 2006. Embora a maior parte de seu período de existência fosse em 2006, Zeta é oficialmente uma tempestade que faz parte da temporada de furacões no Atlântico de 2005, pois se formou naquele ano. Zeta foi o segundo ciclone tropical a existir em dois anos distintos; o outro foi o furacão Alice em 1954.

### Tempestade tropical Alberto
Em 10 de Junho, uma área de distúrbios meteorológicos associada a uma grande área de baixa pressão próximo da costa de Belize organizou-se sobre as águas quentes do Mar do Caribe e tornou-se a primeira depressão da temporada. Ventos de cisalhamento do sudoeste esteve constante em praticamente toda a existência da tempestade, mas assim que o sistema se aproximava da Flórida, a depressão fortaleceu-se para uma tempestade tropical na manhã de 11 de Junho. Passando sobre as águas profundas e quentes da Corrente de Loop, parte da grande Corrente do Golfo, a tempestade rapidamente se intensificou e alcançou o pico de intensidade com ventos constantes de 115 km/h, ligeiramente abaixo da classificação de um furacão. Logo depois, a tempestade começo a se enfraquecer assim que começou a mover-se sobre as águas frias da plataforma continental norte-americana.
Alberto atingiu a costa da Flórida por volta do meio-dia, a cerca de 85 km a sudeste de Tallahassee, Flórida, com ventos constantes de aproximadamente 70 km/h. Alberto provocou uma maré de tempestade de 1,5 m na costa da Flórida, numa área conhecida como Big Bend, inundando áreas de Cedar Key e Cristal River. O grande sistema se enfraqueceu lentamente sobre a Geórgia e As Carolinas antes de ser "rebaixado" para uma depressão tropical no começo da madrugada de 14 de Junho. Alberto tornou-se um ciclone extratropical naquela manhã enquanto movia-se rapidamente para a costa. Como um ciclone extratropical, Alberto fortaleceu-se rapidamente próximo à costa na Nova Inglaterra e das Províncias Marítimas, Canadá, tornando-se uma tempestade oceânica na tarde de 15 de Junho. Os danos nos Estados Unidos causados por Alberto foram calculados em $565.000 dólares.

### Tempestade tropical sem nome
Em análises pós-tempestade, uma tempestade tropical foi identificada a partir de uma área de baixa pressão extratropical produzida pelo mesmo sistema frontal que gerou a tempestade tropical Beryl na Corrente do Golfo em 17 de Julho, ao sul da Ilha Nantucket. O sistema tornou-se brevemente uma tempestade tropical antes de se tornar uma área de baixa pressão remanescente em 18 de Julho sobre o Canadá Atlântico com chuvas e vento. Nenhuma casualidade ou danos foi atribuído ao sistema. Se a tempestade tivesse sido descoberto operacionalmente, ele teria sido nomeado de Beryl. O sistema dissipou-se a nordeste de Cape Race, Terra Nova.

### Tempestade tropical Beryl
Na metade do mês de Julho, uma frente fria moveu-se sobre a costa leste dos Estados Unidos e ficou estacionada. esta frente gerou várias áreas de baixa pressão. Devido à ausência de correntes de vento, a perturbação tropical mais ao sul do sistema frontal seguiu para o sul e gradualmente ficou mais bem organizado. neste momento, o sistema encontrava-se a algumas centenas de quilômetros a leste da costa da Carolina do Norte. Na manhã de 18 de Julho, esta área de baixa pressão foi classificada como sendo a segunda depressão tropical da temporada de 2006. Naquela tarde, a depressão foi classificada como sendo a tempestade tropical "Beryl".
Beryl continuou a se deslocar para o sul até 20 de julho, quando começo a seguir para nordeste. Beryl começou a mover-se paralelamente à Costa Leste dos Estados Unidos e atingiu a Ilha Nantucket antes de se tornar um ciclone extratropical a sudoeste de Nova Escócia em 21 de Julho.

### Tempestade tropical Chris
Em 26 de julho, uma forte onda tropical formou-se próximo da costa ocidental da África e moveu-se lentamente para oeste. A onda tropical desenvolveu-se lentamente, principalmente devido às condições ambientais desfavoráveis e em 31 de julho, a onda tornou-se uma depressão tropical a cerca de 260 km a leste de Antígua e Barbuda. A depressão logo de fortaleceu e tornou-se a tempestade tropical Chris seis horas depois. Os meteorologistas no Centro Nacional de Furacões liberaram alguns modelos computadorizados, que diziam sobre a rápida dissipação de Chris prevista. A tempestade tropical Chris moveu-se para noroeste e se intensificou gradualmente, contrariando os modelos de previsão, alcançando o pico de intensidade em 2 de Agosto, com ventos constantes de 100 km/h, assim que Chris estava localizado a nordeste das Ilhas Virgens Americanas. Foi previsto então que a tempestade iria se fortalecer para um furacão assim que se aproximaria de Bahamas. Entretanto, Chris começou a ser afetado por ventos de cisalhamento e ficou desorganizado. A tempestade se enfraqueceu para uma depressão tropical em 4 de Agosto e se dissipou assim que se aproximava da costa de Cuba.
Em resposta a previsão de que Chris iria entrar no Golfo do México, o preço do petróleo cru subiu na New York Mercantile Exchange em Londres. O preço do gás natural subiu consideravelmente também no New York Mercantile Exchange em 2 de Agosto. A antecipação de uma ameaça de um possível furacão Chris em conjunção com a onda de calor são citados como razões para a subida dos preços. Em 2 de agosto, cerca de 600 turistas tiveram que deixar as ilhas de Vieques e Culebra assim que um aviso de tempestade tropical foi emitido. Navios de cruzeiros tiveram que se desviar de suas rotas originais devido à tempestade. Em Porto Rico, as chuvas torrenciais da tempestade transbordaram o Rio Fajardo. A enchente causada pelo rio fechou temporariamente uma auto-estrada no norte da ilha. A precipitação chegou a 50 mm em porções na ilha de Hispaniola, Turcas e Caicos, Bahamas e no leste de Cuba; em algumas áreas montanhosas destas ilhas, choveu mais de 100 mm.

### Tempestade tropical Debby
Um sistema próximo à costa ocidental da África, que estava sendo monitorado pelo Centro Nacional de Furacões (NHC) por vários dias, foi classificado como uma depressão tropical em 21 de Agosto. Um aviso de tempestade tropical foi imediatamente emitido para Cabo Verde assim que o sistema ameaçava passar sobre ou muito perto da porção sul do arquipélago. Entretanto, o sistema não se intensificou como esperado antes de passar sobre as ilhas e o aviso foi cancelado na manhã seguinte.
A depressão foi classificada como tempestade tropical e foi nomeada de "Debby" no final de 22 de Agosto. Foi previsto que Debby iria se fortalecer para um furacão, entretanto isto nunca se concretizou e Debby enfraqueceu-se para uma depressão tropical em 26 de Agosto. O sistema continuou a seguir para noroeste e depois para o norte antes de perder suas características tropicais em 27 de Agosto.

### Furacão Ernesto
Por volta das 19:15 UTC de 24 de Agosto, um avião caçador de furacão determinou que uma onda tropical que passava sobre as Pequenas Antilhas tinha desenvolvido uma circulação ciclônica tropical definida e os avisos sobre a depressão tropical Cinco foram logo emitidos. Por volta das 21:00 de 25 de Agosto, um segundo voo encontrou ventos constantes equivalentes a uma tempestade tropical e o sistema foi nomeado de "Ernesto". Ernesto tornou-se um furacão na manhã de 27 de Agosto logo ao sul de Haiti antes de ser "rebaixado" para uma tempestade tropical naquela tarde. As chuvas torrenciais associadas a Ernesto mataram duas pessoas no Haiti.
Ernesto atingiu a costa sul de Cuba, próximo a Baía de Guantánamo, no começo da madrugada de 28 de Agosto. neste momento, estava previsto que Ernesto emergisse no Golfo do México e que lá poderia se tornar um grande furacão e ameaçar os Estados Unidos, um ano após o furacão Katrina ter atingido o país. Entretanto, Ernesto deslocou-se à leste do que anteriormente tinha sido previsto e atingiu o extremo sul da Flórida em 29 de Agosto. Duas pessoas morreram no estado em acidentes de trânsito que foram atribuídas às más condições do tempo causadas por Ernesto, assim que o ciclone deslocava-se lentamente sobre a porção sul da península. Ernesto voltou a se fortalecer para uma tempestade tropical assim que emergiu no Oceano Atlântico, perto de Cabo Canaveral e já estava quase alcançando a força de furacão quando atingiu a costa da Carolina do Norte em 31 de Agosto.
Os danos em Virginia foram totalizados em $104 milhões de dólares. No total, Ernesto causou danos totais calculados em $500 milhões de dólares.
Sobre os Estados Unidos, Ernesto tornou-se um ciclone extratropical, alcançou a porção sul de Ontário, Canadá, dissipou-se na área do Rio São Lourenço, em Quebec.

### Furacão Florence
Uma depressão tropical formou-se de uma área de baixa pressão a meio caminho entre a África e as Pequenas Antilhas em 3 de Setembro. A depressão inicialmente fortaleceu-se lentamente devido aos ventos de cisalhamento. Apesar dos ventos de cisalhamento moderados a fortes, a depressão tornou-se a tempestade tropical Florence na manhã de 5 de Setembro. Depois de se tornar uma tempestade tropical, seu raio de vento máximo expandiu-se significativamente, alcançando mais de 650 km do seu centro. Com uma estrutura desorganizada e vários centros de circulação ciclônica, Florence continuou sendo uma fraca tempestade tropical por vários dias, mesmo que as condições atmosféricas em torno já tinham ficado mais favoráveis. Na noite de 8 de Setembro, Florence começou a se organizar e começou a se fortalecer firmemente.  Na manhã de 10 de setembro, Florence já tinha alcançado a força de um furacão. Grandes swells, correntes de ressaca e correntes de água próximas à costa foram registrados em Bermudas, nas Pequenas Antilhas, nas Ilhas Virgens e em Hispaniola. Florence logo alcançou o seu pico de intensidade, com ventos constantes de 145 km/h. Neste momento, Florence estava muito perto de Bermudas. Florence tornou-se um ciclone extratropical em 12 de Setembro ainda com força de furacão.

### Furacão Gordon
Assim que Florence passava perto de Bermudas, um sistema de baixa pressão gradualmente ficou mais bem organizado a nordeste das Pequenas Antilhas. Na noite de 10 de Setembro, o sistema formou uma circulação ciclônica definida e foi classificada como a depressão tropical Sete. A depressão continuou a se intensificar, tornando-se a tempestade tropical Gordon em 11 de Setembro. A rápida intensificação continuou e em 12 de Setembro, Gordon tornou-se um furacão. Na noite de 13 de Setembro, Gordon já tinha força equivalente a um furacão de categoria 2 e na mesma noite, Gordon já tinha alcançado a força de um furacão de categoria 3 na escala de furacões de Saffir-Simpson, tornando-se o primeiro grande furacão da temporada.
Em 16 de Setembro, Gordon ficou quase estacionário no Atlântico central, a cerca de 1600 km a leste das Bermudas e enfraqueceu-se para um furacão de categoria 1. Entretanto, Gordon começou a se deslocar para nordeste e depois para o leste, fortalecendo-se novamente para um furacão de categoria 2. Em 19 de Setembro, foram emitidos avisos de furacão para o Açores, assim que foi previsto que Gordon passaria sobre o centro do arquipélago. Gordon tornou-se um ciclone extratropical em 20 de Setembro depois de passar sobre os Açores, mas suas bandas externas de tempestade já tinham atingido o noroeste da Espanha. A partir deste momento, Gordon começou a mover-se para o norte, em direção a Irlanda. Na manhã de 22 de Setembro, Gordon foi absorvido uma área de baixa pressão atlântica a oeste da Grã Bretanha.

### Furacão Helene
Em 11 de Setembro, uma onda tropical formou-se próximo à costa ocidental da África. O sistema rapidamente se organizou e em 12 de Setembro, o sistema tornou-se uma depressão tropical, a oitava da temporada. A depressão continuou a se organizar e tornou-se uma tempestade tropical em 13 de Setembro. A tendência de fortalecimento continuou e Helene tornou-se um furacão em 16 de Setembro. No dia seguinte, Helene tornou-se um grande furacão. Helene deslocou-se para oeste-noroeste e depois para nordeste. A agitação do mar causada por Helena atingiu Bermudas. Em 24 de Setembro, Helene tornou-se um ciclone extratropical que se dissipou sobre a Irlanda alguns dias depois.

### Furacão Isaac
Uma área de baixa pressão no Oceano Atlântico centro-norte gerou várias áreas de tempestades por vários dias e tornou-se uma depressão tropical em 27 de setembro. A depressão continuou a se fortalecer e tornou-se a tempestade tropical Isaac no dia seguinte. Naquele momento, Isaac estava a cerca de 1500 a leste-sudeste das Bermudas. Em 30 de setembro, Isaac tornou-se um furacão e passou a cerca de 450 km a leste das Bermudas antes de se deslocar para o norte, em direção a Terra Nova, Canadá. Como Isaac ainda era uma forte tempestade tropical perto da Península de Avalon, avisos de tempestade tropical foram emitidos em 2 de outubro devido à ameaça de ventos fortes. naquela tarde, Isaac passou a 45 km a sudeste de Cabo Race. O Centro Canadense de Furacões disse que Isaac passou a 50 a 100 km do que o NHC tinha dito e que St. John's recebeu rajadas de ventos muito maiores do que 54 km/h, como o NHC tinha dito anteriormente.
No momento em que o Isaac se movia próximo da Península de Avalon, era ainda uma tempestade tropical com ventos constantes de 95 km/h e uma pressão mínima de 993 mbar. Os ventos mais fortes registrados em terra foram registrados em Cape race, onde foi registrado ventos constantes de 74 km/h com rajadas de 96 km/h. Em Cape Pine, foi registrada uma rajada de vento de 76 km/h. Entretanto, devido ao tamanho pequeno tamanho de Isaac e também ao seu deslocamento rápido, os ventos mais fortes foram de curta duração na maior parte da Península de Avalon.
Devido à rápida passagem de Isaac e a pouca umidade associada, a precipitação acumulada não foi maior do que 25 mm em muitas áreas. A maior precipitação acumulada foi registrada em cape race: 26 mm. Em Cape Pine foi registrado uma precipitação acumulada de 19 mm e em St. John's menos de 10 mm.

## Energia ciclônica acumulada (ECA)
| ECA (104kt²) – Tempestade: | ECA (104kt²) – Tempestade: | ECA (104kt²) – Tempestade: | ECA (104kt²) – Tempestade: | ECA (104kt²) – Tempestade: | ECA (104kt²) – Tempestade: | ECA (104kt²) – Tempestade: |
| -------------------------- | -------------------------- | -------------------------- | -------------------------- | -------------------------- | -------------------------- | -------------------------- |
| 1                          | 24,3                       | Helene                     | 6                          | 2,76                       | Alberto                    |                            |
| 2                          | 22,2                       | Gordon                     | 7                          | 2,31                       | Debby                      |                            |
| 3                          | 9,60                       | Florence                   | 8                          | 2,30                       | Beryl                      |                            |
| 4                          | 6,46                       | Isaac                      | 9                          | 2,17                       | Chris                      |                            |
| 5                          | 5,72                       | Ernesto                    | 10                         | 0,645                      | Sem nome                   |                            |
| Total: 78,5                |                            |                            |                            |                            |                            |                            |

A tabela a direita mostra a energia ciclônica acumulada (ECA) para cada tempestade da temporada de furacões de 2006. A ECA é, falando de um modo geral, uma medida do poder do furacão multiplicada pelo tempo em que a tempestade existiu. Assim, tempestades de longa duração, bem como furacões de grande intensidade, tem o ECA alto. A ECA é somente calculada para tempestades em que há avisos sobre um sistema com ventos sustentados acima de 63 km/h ou força de tempestade tropical. A NOAA não inclui oficialmente as ECAs de tempestades subtropicais nos cálculos finais de cada temporada.

## Nomes das tempestades
Os nomes abaixo foram usados para dar nomes às tempestades que se formaram no Atlântico Norte em 2006. Nenhum nome foi retirado e por isso, a mesma lista será usada na temporada de 2012. Esta é a mesma lista usada na temporada de 2000, exceto por Kirk, que substituiu Keith. Na temporada de 2006, nenhum nome novo foi usado; esta foi a primeira vez desde a temporada de 1993.
A Organização Meteorológica Mundial determinou em sua reunião anual na primavera (outono no hemisfério sul) o uso do alfabeto grego, no caso em que a lista oficial de nomes se esgote antes do término da temporada, como aconteceu com a 2005. Além do mais, letras gregas que deram nome a furacões não devem ser retirados, mesmo que o furacão seja excepcional. Com isso, as letras gregas estão sempre disponíveis para tempestades futuras.
| - Alberto - Beryl - Chris - Debby - Ernesto - Florence - Gordon | - Helene - Isaac - Joyce (sem usar) - Kirk (sem usar) - Leslie (sem usar) - Michael (sem usar) - Nadine (sem usar) | - Oscar (sem usar) - Patty (sem usar) - Rafael (sem usar) - Sandy (sem usar) - Tony (sem usar) - Valerie (sem usar) - William (sem usar) |

### Nomes retirados
A Organização Meteorológica Mundial não retirou nenhum nome usado na temporada de 2006. Foi a primeira vez que isto aconteceu desde a temporada de 1997.